# Rita Liliom
Rita Liliom est une ancienne joueuse hongroise de volley-ball née le 23 mai 1986 à Budapest. Elle mesure 1,84 m et jouait au poste d'attaquante. Elle a totalisé 85 sélections en équipe de Hongrie. Elle a mis un terme à sa carrière de volleyeuse professionnelle en août 2019.

## Clubs
| Club                        | De        | À         |
| --------------------------- | --------- | --------- |
| BSE Budapest                | 1996-1997 | 2003-2004 |
| Kansas State University     | 2004-2005 | 2007-2008 |
| Gigantes de Carolina        | 2009-2009 | 2009-2009 |
| Alemannia Aachen            | 2009-2010 | 2010-2011 |
| KPSK Stal Mielec            | 2011-2012 | 2011-2012 |
| Pałac Bydgoszcz             | 2012-2013 | 2012-2013 |
| Yeşilyurt İstanbul          | 2013-2014 | 2013-2014 |
| Azzurra Volley San Casciano | 2014-2015 | 2014-2015 |
| Volley Pesaro               | 2015-2016 | 2015-2016 |
| Béziers Volley              | 2016-2017 | 2016-2017 |
| Stade Français              | 2017-2018 | 2017-2018 |
| Újpesti TE                  | 2018-2019 | 2018-2019 |

## Palmarès
- Ligue européenne
  - Vainqueur : 2015.